# Pretty Bayou
Pretty Bayou és una concentració de població designada pel cens dels Estats Units a l'estat de Florida. Segons el cens del 2000 tenia 3.519 habitants.

## Demografia
Segons el cens del 2000, Pretty Bayou tenia 3.519 habitants, 1.421 habitatges, i 1.048 famílies. La densitat de població era de 689,7 habitants/km².
Dels 1.421 habitatges en un 25,5% hi vivien nens de menys de 18 anys, en un 61,5% hi vivien parelles casades, en un 9,2% dones solteres, i en un 26,2% no eren unitats familiars. En el 21,5% dels habitatges hi vivien persones soles el 9,2% de les quals corresponia a persones de 65 anys o més que vivien soles. El nombre mitjà de persones vivint en cada habitatge era de 2,38 i el nombre mitjà de persones que vivien en cada família era de 2,77.
Per edats la població es repartia de la següent manera: un 19,3% tenia menys de 18 anys, un 5,9% entre 18 i 24, un 23,2% entre 25 i 44, un 29,8% de 45 a 60 i un 21,7% 65 anys o més.
L'edat mediana era de 46 anys. Per cada 100 dones de 18 o més anys hi havia 92,8 homes.
La renda mediana per habitatge era de 48.347 $ i la renda mediana per família de 56.856 $. Els homes tenien una renda mediana de 39.261 $ mentre que les dones 29.185 $. La renda per capita de la població era de 26.930 $. Entorn del 4% de les famílies i el 6% de la població estaven per davall del llindar de pobresa.

## Poblacions més properes
El següent diagrama mostra les poblacions més properes.